# Fourneaux (Manche)

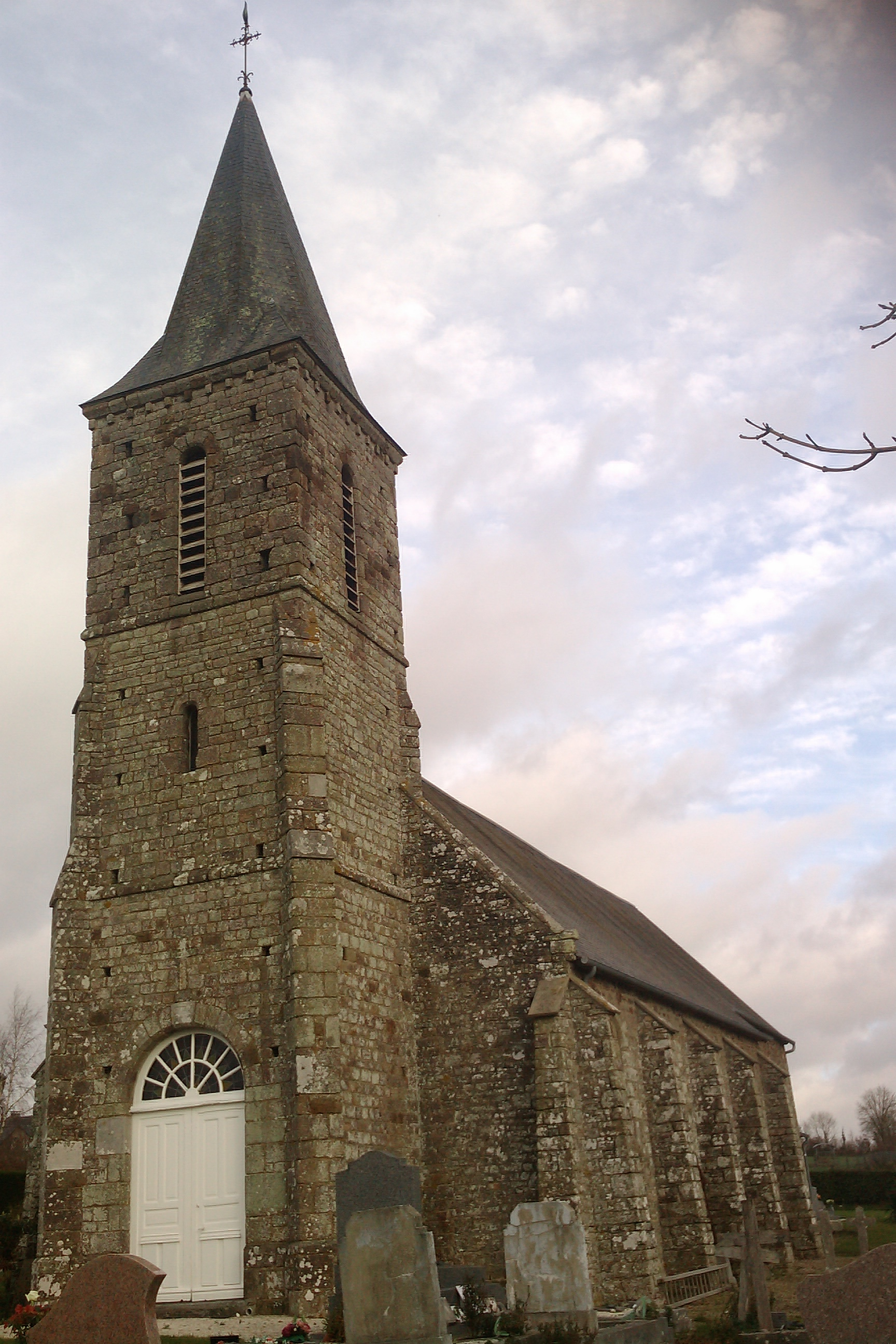
Kerk

Fourneaux is een gemeente in het Franse departement Manche (regio Normandië) en telt 84 inwoners (2009). De plaats maakt deel uit van het arrondissement Saint-Lô.

## Geografie
De oppervlakte van Fourneaux bedraagt 3,4 km², de bevolkingsdichtheid is dus 24,7 inwoners per km².
De onderstaande kaart toont de ligging van Fourneaux (Manche) met de belangrijkste infrastructuur en aangrenzende gemeenten.

## Demografie
Onderstaande figuur toont het verloop van het inwonertal (bron: INSEE-tellingen).